# Wes Brisco
Wesley Brisco (Tampa, 21 febbraio 1983) è un wrestler statunitense.
Figlio del WWE Hall of Famer Gerald Brisco, si esibisce con il nome di Wes Brisco.

## Carriera

### WWE

#### Florida Championship Wrestling (2009-2011)
Brisco inizia ad allenarsi fin da giovanissimo sotto la guida del padre Gerald e di suo zio, Jack.
Wesley Brisco fa il suo debutto in FCW il 20 marzo 2009, sconfiggendo Husky Harris ma solo per squalifica. La stessa sera, tuttavia, vince una 25-man battle royal. Il 7 maggio subisce la prima sconfitta per mano di Yoshi Tatsu. Il 6 agosto, viene sconfitto in un tag team match insieme a Max McGuirk da Sheamus e Drew McIntyre. Continua la partnership con McGuirk ma subisce un'altra sconfitta il 20 agosto per mano di Dylan Klein e Vance Archer. Il 1º ottobre, compete in un mixed tag team match insieme a Courtney Taylor, sconfiggendo Donny Marlow e Maxine. La settimana successiva, viene sconfitto da Michael Tarver. Il 18 febbraio 2010, Husky Harris, Bo Rotundo e Wes Brisco sconfiggono in un 6-man tag team match Gli Usos e Donny Marlow. L'8 aprile, subisce una sconfitta per mano di Johnny Curtis. Dopo un alternarsi di vittorie e sconfitte, riesce a vincere gli FCW Florida Tag Team Championship con Xavier Woods il 4 novembre 2010. Durante il loro regno da campioni, Brisco si infortuna ed è costretto a rendere il titolo vacante che viene vinto il 3 dicembre 2010 da Titus O'Neil e Damien Sandow.
Viene licenziato dalla WWE il 14 giugno 2011.

### Total Nonstop Action Wrestling

#### Debutto e Aces and Eights (2012-2014)
Brisco appare per la prima volta in TNA il 13 settembre 2012, parlando con Kurt Angle. Il debutto in PPV di Brisco avviene a Bound of Glory dove fa una comparsa durante l'entrata di Kurt Angle. Viene annunciato poi che Brisco avrebbe avuto una chance nel Gut Check della TNA. Combatte il suo Gut Check Match il 22 novembre, battendo Garrett Bishoff e guadagnandosi un contratto con la federazione di Orlando. A Final Resolution, vince un 8-man Tag Team Match insieme a Angle, Garrett Bishoff e Samoa Joe, contro gli Aces & Eights. Il 13 dicembre, fa coppia con Garrett Bishoff a Impact, sconfiggendo Robbie T e Robbie E. Il 31 gennaio, ad Impact, Brisco effettua un Turn Heel, rivelandosi un membro degli Aces and Eights insieme a Garrett Bischoff, attaccando Kurt Angle. Il 10 marzo, a Lockdown, sconfigge Kurt Angle in uno Steel Cage Match, grazie all'aiuto degli altri membri degli Aces & Eights.

## Titoli e riconoscimenti
Continental Wrestling Federation
- CWF Tag Team Championship (1 - con JD Maverick)

Florida Underground Wrestling
- FUW Cuban Heavyweight Championship (1)

NWA Ring Warriors
- NWA Ring Warriors Global Tag Team Championship (1 - con Cassidy Riley)

Florida Championship Wrestling
- FCW Florida Tag Team Championship (1 - con Xavier Woods)

Pro Wrestling Illustrated
- 101º tra i 500 migliori wrestler singoli nella PWI 500 (2013)

Total Nonstop Action Wrestling
- TNA Gut Check Winner